# Ancipita atteria
Ancipita atteria är en fjärilsart som beskrevs av August Busck 1914. Ancipita atteria ingår i släktet Ancipita och familjen plattmalar. Inga underarter finns listade i Catalogue of Life.